# Ларкин, Райан
Райан Ларкин (англ. Ryan Larkin, 31 июля 1943, Монреаль — 14 февраля 2007, Сен-Иасент) — канадский кинорежиссёр-аниматор, получивший известность в конце 1960-х — начале 1970-х годов благодаря таким новаторским мультфильмам, как «Прогулка» («В движении») (1968) и «Уличная музыка» (1972). В 2004 году вышел посвящённый Ларкину документальный анимационный фильм «Райан», завоевавший множество наград.

## Биография
В начале 1960-х годов, в возрасте 19 лет, Райан Ларкин поступил на работу в Канадский Национальный совет по кинематографии (NFB) — один из ведущих мировых центров анимации.
Несмотря на успех и признание его творчества, «Уличная музыка» (1972) стала последним завершённым фильмом режиссёра: карьера Ларкина разрушалась, уступая место пристрастию к алкоголю и кокаину. Вскоре Ларкин покинул NFB. Какое-то время он был бездомным; попрошайничество на улицах Монреаля стало его постоянным занятием.
В начале 2000-х Ларкин делает попытки вернуться к творчеству и приступает к работе над мультфильмом «Spare Change», в котором преломляется его собственный опыт последних лет.
В 2004 году Крис Ландрет снял о Ларкине документальный анимационный фильм «Райан», завоевавший премию «Оскар» и множество других наград.
Райан Ларкин скончался в 2007 году от рака лёгких, поразившего и мозг. Фильм «Spare Change» был завершён другом Ларкина — композитором и продюсером фильма Лори Гордон и вышел в 2008 году.

## Фильмография
- 1965 — Городской пейзаж / Citérama / Cityscape
- 1966 — Сиринга / Syrinx
- 1969 — Прогулка (В движении) / En marchant / Walking
- 1972 — Уличная музыка / Street Musique
- 2008 — Spare Change

## Награды и номинации
- Фильм «Прогулка»
  - Номинация на Оскар за 1969 год
  - Приз C.I.D.A.L.C. Кинофестиваля в Кракове (1969)
- Фильм «Уличная музыка»
  - Гран-при за лучший короткометражный фильм на Международном кинофестивале в Мельбурне (1973)